# 屈興湖 (勞恩堡縣)
53°41′30″N 10°45′55″E / 53.69167°N 10.76528°E

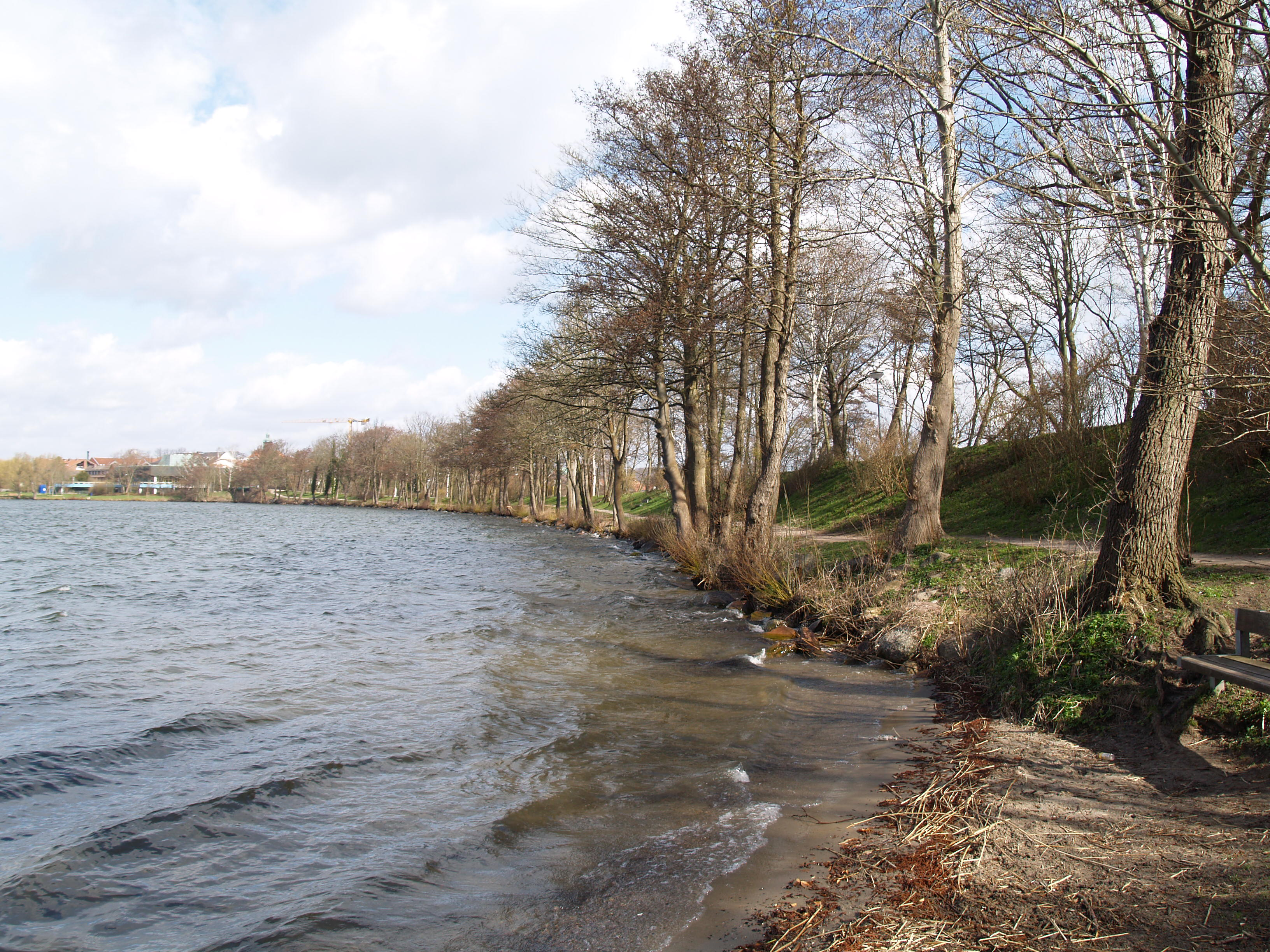

屈興湖（德語：Küchensee），是德國的湖泊，位於該國北部石勒蘇益格-荷爾斯泰因州，由勞恩堡縣負責管轄，面積1.8平方公里，平均水深3.5米，最大水深14.7米，水體容量1,524萬立方米，湖岸線長度6.7公里。